# Чешир (Коннектикут)
Чешир (англ. Cheshire) — місто (англ. town) в США, в окрузі Нью-Гейвен штату Коннектикут. Населення — 28 733 особи (2020).

### Клімат
| Клімат : Чешир        | Клімат : Чешир | Клімат : Чешир | Клімат : Чешир | Клімат : Чешир | Клімат : Чешир | Клімат : Чешир | Клімат : Чешир | Клімат : Чешир | Клімат : Чешир | Клімат : Чешир | Клімат : Чешир | Клімат : Чешир | Клімат : Чешир |
| Показник              | Січ.           | Лют.           | Бер.           | Квіт.          | Трав.          | Черв.          | Лип.           | Серп.          | Вер.           | Жовт.          | Лист.          | Груд.          | Рік            |
| Середній максимум, °C | 1,7            | 3,9            | 8,3            | 15,0           | 21,1           | 25,6           | 28,3           | 27,2           | 23,3           | 17,2           | 11,1           | 5,0            | 15,7           |
| Середній мінімум, °C  | −9,4           | −7,8           | −3,3           | 2,2            | 7,8            | 13,3           | 16,1           | 15,0           | 10,6           | 3,9            | −0,6           | −5,6           | 3,6            |
| Норма опадів, мм      | 118            | 92             | 111            | 140            | 118            | 120            | 117            | 121            | 123            | 106            | 112            | 108            | 1386           |
| --------------------- | -------------- | -------------- | -------------- | -------------- | -------------- | -------------- | -------------- | -------------- | -------------- | -------------- | -------------- | -------------- | -------------- |
| Джерело:              |                |                |                |                |                |                |                |                |                |                |                |                |                |

## Демографія
Згідно з переписом 2010 року, у місті мешкала 29 261 особа в 10 041 домогосподарстві у складі 7522 родин. Було 10424 помешкання
Расовий склад населення:
| - 87,2 % — білих - 5,1 % — азіатів - 5,0 % — чорних або афроамериканців - 0,1 % — корінних американців - 1,2 % — осіб інших рас |

До двох чи більше рас належало 1,4 %. Частка іспаномовних становила 4,7 % від усіх жителів.
За віковим діапазоном населення розподілялося таким чином: 24,2 % — особи молодші 18 років, 61,8 % — особи у віці 18—64 років, 14,0 % — особи у віці 65 років та старші. Медіана віку мешканця становила 42,2 року. На 100 осіб жіночої статі у місті припадало 107,9 чоловіків;  на 100 жінок у віці від 18 років та старших — 107,4 чоловіків також старших 18 років.
Середній дохід на одне домашнє господарство  становив 130 858 доларів США (медіана — 107 579), а середній дохід на одну сім'ю — 150 493 долари (медіана — 127 143). Медіана доходів становила 83 579 доларів для чоловіків та 67 092 долари для жінок. За межею бідності перебувало 2,0 % осіб, у тому числі 0,8 % дітей у віці до 18 років та 2,9 % осіб у віці 65 років та старших.
Цивільне працевлаштоване населення становило 14 912 осіб. Основні галузі зайнятості: освіта, охорона здоров'я та соціальна допомога — 33,4 %, виробництво — 10,8 %, науковці, спеціалісти, менеджери — 10,1 %, роздрібна торгівля — 9,5 %.